# رود چاگریس
رود چاگریس رودی است به دریای کارائیب می‌ریزد. این رود از کشور پاناما می‌گذرد. طول آن ۱۲۰ مایل (۱۹۰ کیلومتر) است.